# テセル島沖海戦
テセル島沖海戦 (Battle off Texel) は、第一次世界大戦中にオランダのテセル島沖で生起した海戦であり、日常的な哨戒任務中であった軽巡洋艦1隻と駆逐艦4隻からなるイギリス艦隊が、イギリス沿岸へ機雷敷設に向かう途中であったドイツ第7半隊の水雷艇と交戦した。イギリス軍はドイツの水雷艇を攻撃し4隻すべてを沈めた。劣勢なドイツ軍は逃走を試みた後、イギリス軍との絶望的な戦いをした。
海戦はドイツ軍の全滅で終わり、テムズ川河口のような交通量の多い航路への機雷敷設は阻止された。イギリス軍の損害は人員、艦艇共に軽微であった。この海戦での損害は部隊の有用性に対するドイツ軍指揮官達の信頼を大きく揺るがし、北海の残りの水雷艇部隊に戦術や配置に大きな影響を与えた。

## 背景
ヘルゴラント・バイト海戦の後、ドイツの大洋艦隊は、犠牲が多く士気を低下させるような敗北を避けるため優勢な敵との衝突を避けるよう命じられた。そのため、たまに行われるドイツ軍による襲撃を除けば、北海は定期的に哨戒をおこなっているイギリス海軍により支配されていた。1914年10月17日午後1時50分、そのような哨戒活動に従事する軽巡洋艦アンドーンテッド（セシル・フォックス艦長）、ラフォーレイ級駆逐艦レノックス、ランス、ロイヤル、リージョンからなるハリッジ部隊の第3駆逐群がテセル島沖を航行中に、水雷艇S115、S117、S118、S119からなりゲオルク・ティーレが指揮する待機中のドイツの第7半隊と遭遇した。S119が第7半隊の旗艦であり、ティーレ少佐自身が直接指揮していた。ドイツの艦艇は接近するイギリスの艦艇に対し誰何も攻撃もしようとせず、最初は逃走もしようとしなかったため、ドイツ軍は他の艦の到着を待っておりイギリスの艦を味方だと誤認しているのだろうとイギリス側は判断した。実際は、第7半隊はエムス川から出撃しテムズ川河口などのイギリス沿岸への機雷敷設に向かう途中で第3駆逐群に遭遇したのであった。
イギリスの第3駆逐群はドイツの第7半隊に対して圧倒的に優勢であった。アンドーンテッドはアリシューザ級軽巡洋艦の1隻で、6インチ単装砲2基と4インチ単装砲6基および魚雷発射管8門を搭載しており、最高速度は28・5ノットであった。ラフォレイ級駆逐艦は魚雷発射管2門と4インチ砲3門および2ポンドポンポン砲1門を搭載していた。速度は最高29ノット程度を発揮できた。ドイツの水雷艇は多くの点でイギリス軍より劣っていた。4隻の水雷艇は古い1898型で、1904年に竣工した。速力は28ノットでイギリスの駆逐艦とほぼ同じであった。兵装は5cm砲3門であり、射程も投射量もイギリス軍より劣っていた。しかし、45cm魚雷発射管3門を備え5本の魚雷を搭載しており、それがイギリス軍にとって最大の脅威であった。

## 戦闘
第3駆逐群が接近すると、ドイツ側もそれがイギリス軍だと気付き散開して逃走を開始したが、ドイツ艦に近かったアンドーンテッドは最も近くの水雷艇に対して砲撃を開始した。その水雷艇は針路を変更することでどうにかアンドーンテッドの砲撃を躱したが、そのために十分な速度が出せずイギリス艦隊に追いつかれることになった。アンドーンテッドを魚雷攻撃から守り、また可能な限り早くドイツの水雷艇を撃破するため、第3駆逐群を率いるFoxは部隊を二つに分けた。ランスとレノックスはS115とS119を追跡し、リージョンとロイヤルはS117とS118を追跡した。S118はリージョンとロイヤルおよびアンドーンテッドからの砲撃で大破し、艦橋が吹き飛んで午後3時17分に沈没した。一方、S115はランスとレノックスの攻撃で操舵不能となり、円を描くようになった。この時点でのレノックスの砲撃は非常に有効であり、S115の艦橋を完全に破壊した。そのような損害にもかかわらず、ドイツの水雷艇は降伏せず
戦闘を続けた。
続いてS117とS119がアンドーンテッドに対する雷撃を試みた。だが、魚雷攻撃に対してもアンドーンテッドはドイツ水雷艇の裏をかき、損害は蒙らなかった。S118を沈めたリージョンとロイヤルがアンドーンテッドの元に救援に来て、S117およびS119と交戦した。リージョンはS117を攻撃したが、S117は残っていた3本の魚雷を発射し、その後も砲撃を続けた。しかし、そのような抵抗も無駄に終わり、リージョンはS117を粉砕した。S117は操舵装置をやられて円を描くようになった後、午後3時30分に沈んだ。リージョンがS117と戦っていたとき、ランスとレノックスはS115に損害を与えその場には1隻で十分となった。そこでランスはS115との戦闘を打ち切ってロイヤルと合流し、S119を攻撃した。S119はランスに対して雷撃をおこないその中央部に命中されたが、その魚雷は不発だった。S119はランスとロイヤルからの砲撃により、ティーレとともに午後3時35分に沈んだ。最後の1隻S115はレノックスからの攻撃を受け続けながらも、沈まなかった。最終的にイギリス駆逐艦は乗り込みを行い、水雷艇が完全に破壊されていることを知った。そこに一人だけ残っていた乗員は降伏した。他に30人のドイツ人がイギリス艦により救助された。午後4時30分にアンドーンテッドがS115を沈めるため砲撃を行い、それで戦闘は終了した。

## 結果
ドイツの第4半隊はハリッジ部隊により完全に殲滅された。4隻の水雷艇はすべて沈められ、指揮官を含め200人以上が戦死した。勝算がないにもかかわらず、ドイツの水雷艇は降伏せずに最後まで戦った。イギリス軍の損害は非常に少なくて、4名が負傷し3隻の駆逐艦がわずかに損傷したのみであった。リージョンには4ポンド砲弾1発が命中し、機銃による攻撃で一人が負傷した。ロイヤルには2発の命中弾があり、3から4人が負傷した。ランスは機銃による攻撃で軽微な損害を受けた。残りの2隻は無傷であった。ドイツ人31名が救助され捕虜となったが、戦闘中の負傷が元で士官一人が死亡した。また、後でドイツ人2人が中立国の船に救助された。海戦の二日前に巡洋艦ホークがUボートによって沈められていたが、この海戦の結果イギリス人の士気は大幅に高められた。生存者救助に向かったドイツの病院船Opheliaがハーグ陸戦条約の病院船の使用に関する規定違反であるとしてイギリスに捕らえられたことで、ドイツにおいていくらかの論争が起こった。沈められた水雷艇は旧式であり、またいくらかの損害は予期されうるものであったが、水雷艇部隊の全滅はイギリス海峡やフランドル沿岸に配置されているドイツ軍の戦術を大きく変化させた。直接的な影響としては、同様の損害を恐れてイギリス海峡への出撃はほとんどなくなり、水雷艇部隊は沿岸の哨戒や海上でのパイロットの救助にあたるようになったことがある。11月30日、イギリスの漁船が、敵に奪われるのを避けるためティーレが戦闘中にS119から投棄した密封された箱を引き上げた。その中には沿岸で活動するドイツ軍が使用していた暗号書が入っており、その後長くイギリスは傍受したドイツの暗号文を解読することが出来た。

### 註
1. ↑  水雷艇ではなく駆逐艦とする資料もあるが、第一次世界大戦時のドイツ海軍の駆逐艦とされるような艦艇は公式には全て水雷艇である。
2. ↑  第7半隊にはS116も所属していたが、海戦の少し前にイギリス潜水艦に撃沈されていた。